# Theridion albolineatum
Theridion albolineatum är en spindelart som beskrevs av Hercule Nicolet 1849. Theridion albolineatum ingår i släktet Theridion och familjen klotspindlar. Inga underarter finns listade i Catalogue of Life.